# Bembidion gratuitum
Bembidion gratuitum är en skalbaggsart som beskrevs av Thomas Casey. Bembidion gratuitum ingår i släktet Bembidion och familjen jordlöpare. Inga underarter finns listade i Catalogue of Life.